# Стационе Бокето (Парма)
Стационе Бокето је насеље у Италији у округу Парма, региону Емилија-Ромања.
Према процени из 2011. у насељу је живело 19 становника. Насеље се налази на надморској висини од 220 м.